# Jon Boorstin
Jon Boorstin (* 5. April 1946 in Vereinigte Staaten) ist ein US-amerikanischer Drehbuchautor, Filmregisseur, Dokumentarfilmer, Schriftsteller sowie Fernseh- und Filmproduzent.

## Leben und Wirken
Boorstin studierte in Harvard, wo er 1967 mit einem Bachelor of Arts abschloss. Weitere Studien führten ihn an das Trinity College in Cambridge sowie an das California Institute of the Arts. Mit Beginn der 1970er Jahre stieß er zur Filmbranche. 1973 war Boorstin Regieassistent von Alan J. Pakula Politthriller Zeuge einer Verschwörung und war auch an Pakulas Folgeinzenierung, dem preisgekrönten und von der Kritik gefeierten Politthriller über die Watergate-Affäre, Die Unbestechlichen, beteiligt: Hier wirkte Boorstin als Produktionsleiter (so genannter associate producer). Zwischen beiden Filmen stellte Jon Boorstin mit dem viertelstündigen Kurzdokumentarfilm Exploratorium seine erste Inszenierung her, die sogleich im Folgejahr 1975 mit einer Oscar-Nominierung erhalten sollte.
Von Mitte der 1970er bis Mitte der 1980er Jahre pausierte der Filmemacher Boorstin mit der aktiven Filmherstellung. Stattdessen begann er nunmehr auch lehrend zu wirken. Seitdem arbeitete er in den Folgejahrzehnten u. a. als Dozent für die U.S. Information Agency in Asien und unterrichtete als Fulbright-Professor das Schreiben von Drehbüchern sowie die Filmproduktion am National Film and Television Institute in Puna (Indien). Außerdem gab er Filmkurse an der University of Southern California und hielt Vorlesungen in der Hamburger Filmwerkstatt. 1985 kehrte Jon Boorstin zum Film zurück und betätigte sich bei seiner (erneut von Pakula inszenierten) Spielfilmproduktion namens Dream Lover erstmals auch als Drehbuchautor. In den kommenden zwei Jahrzehnten konzentrierte sich Boorstin auf die Drehbucharbeit bei Film (so 1996, während seines Hamburg-Aufenthalts, auch bei der Hark-Bohm-Inszenierung Für immer und immer) und vor allem Fernsehen und wirkte hin und wieder erneut als Produzent. Seit 2006 ist er filmisch nicht mehr aktiv.

## Werke (Auswahl)
Jon Boorstin hat sich auch als Schriftsteller betätigt, so verfasste er eine Reihe von filmtheoretischen und analysierenden Büchern sowie einen preisgekrönten Roman:
- 1990: The Hollywood Eye: What Makes Movies Work
- 1995: Making Movies Work: Thinking Like a Filmmaker
- 2003: The New-Boys Lodging-House, or The Confessions of William James (Ausgezeichnet mit dem New York City Book Award für historische Fiktion).
- 2004: Mabel and Me: A Novel About the Movies

## Filmografie
- 1974: Exploratorium (Kurzdokumentarfilm, Regie und Produktion)
- 1975: Die Unbestechlichen (All the President's Men) (Produktionsleitung)
- 1985: Dream Lover (Produktion)
- 1989: To the Limit (Kurzdokumentarfilm, Drehbuch)
- 1991: Dark Shadows (TV-Serie. Drehbuch, Produktion)
- 1993: The Discoverers (Kurzfilm. Drehbuch, Regie)
- 1994–95: Lederstrumpf (Hawkeye) (TV-Serie, Drehbuch)
- 1996: Für immer und immer (Co-Drehbuch)
- 2005: Griechenland – Rätsel der Antike (Greece: Secrets of the Past) (Dokumentarfilm. Co-Drehbuch)
- 2006: Three Moons over Milford (TV-Serie. Herstellungsleitung, Drehbuch)